# Regional (bière)
Pour les articles homonymes, voir Regional.
Regional est une marque de bière produite au Venezuela par Cervecería Regional CA, fondé en 1929, et situé à Maracaibo. La société appartient depuis 1992 au groupe Cisneros.
Au moment de son rachat par Cisneros, Regional représente 4,9% du marché national. Cette part monte à 7,6% en 1995 puis 17,8% en 1999. En 2010, AmBev annonce fusionner ses activités au Venezuela avec Regional.
En 2015, la brasserie occupe 20% du marché de la bière au Venezuela avec 4 millions de litres produits chaque mois. En 2016, l'entreprise emploie environ 3 700 personnes.
En 2016, le concurrent et leader du marché Polar accuse Regional de bénéficier d'avantages de la part du gouvernement pour l'obtention de devises étrangères, nécessaires à l'importation de houblon. Regional rejette ces accusations.